# Kościół św. Andrzeja Boboli w Świeciu
Kościół Świętego Andrzeja Boboli w Świeciu – rzymskokatolicki kościół parafialny w Świeciu, w województwie kujawsko-pomorskim. Należy do dekanatu Świecie nad Wisłą. Mieści się przy ulicy Ogrodowej.

## Historia
Świątynia została wybudowana w stylu neoromańskim w latach 1891-1897 jako kościół ewangelicko-augsburski. W 1945 została przejęta przez kościół rzymskokatolicki. W 1948 został wyremontowany dach. W latach 80. XX wieku kościół został przekazany na własność parafii św. Andrzeja Boboli przez wpis do księgi wieczystej. W latach 1985–1988 została wymieniona posadzka i rozpoczął się remont witraży. W latach 1993–1994 została zamontowana nowa aparatura nagłaśniająca, natomiast parafianie ufundowali nowe ornaty i kielich kongresowy. W 1997 parafianie obchodzili stuletnią rocznicę zakończenia budowy świątyni.

## Architektura i wyposażenie
Budowla posiada charakterystyczne cechy neoromańskie-półkoliste okna i wnęki oraz zamknięte półkoliście portale. Głównym jej elementem jest 46-metrowa wieża. Wyposażenie kościoła neogotyckie (m.in. witraże z XIX wieku). Najcenniejszym elementem wyposażenia jest uratowany z pożogi wojennej i przeniesiony z kościoła farnego obraz „Sąd Ostateczny”, który został namalowany na przełomie XVI i XVII stulecia. Znajdują się w nim również zabytkowe organy autorstwa znaczącego niemieckiego organmistrza czasów romantyzmu i późnego romantyzmu Wilhelma Sauera.

## Galeria

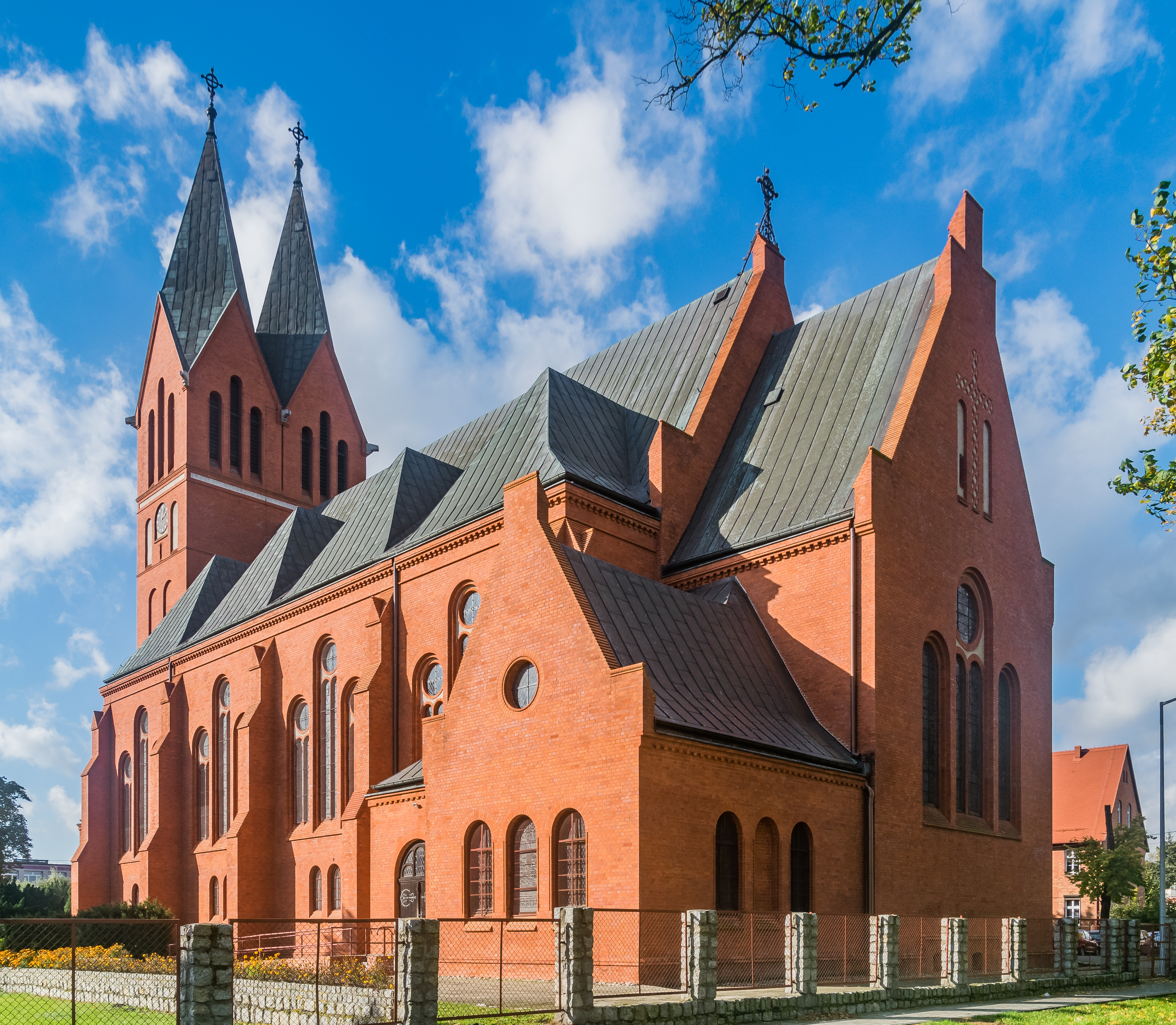
Widok od strony południowo-wschodniej
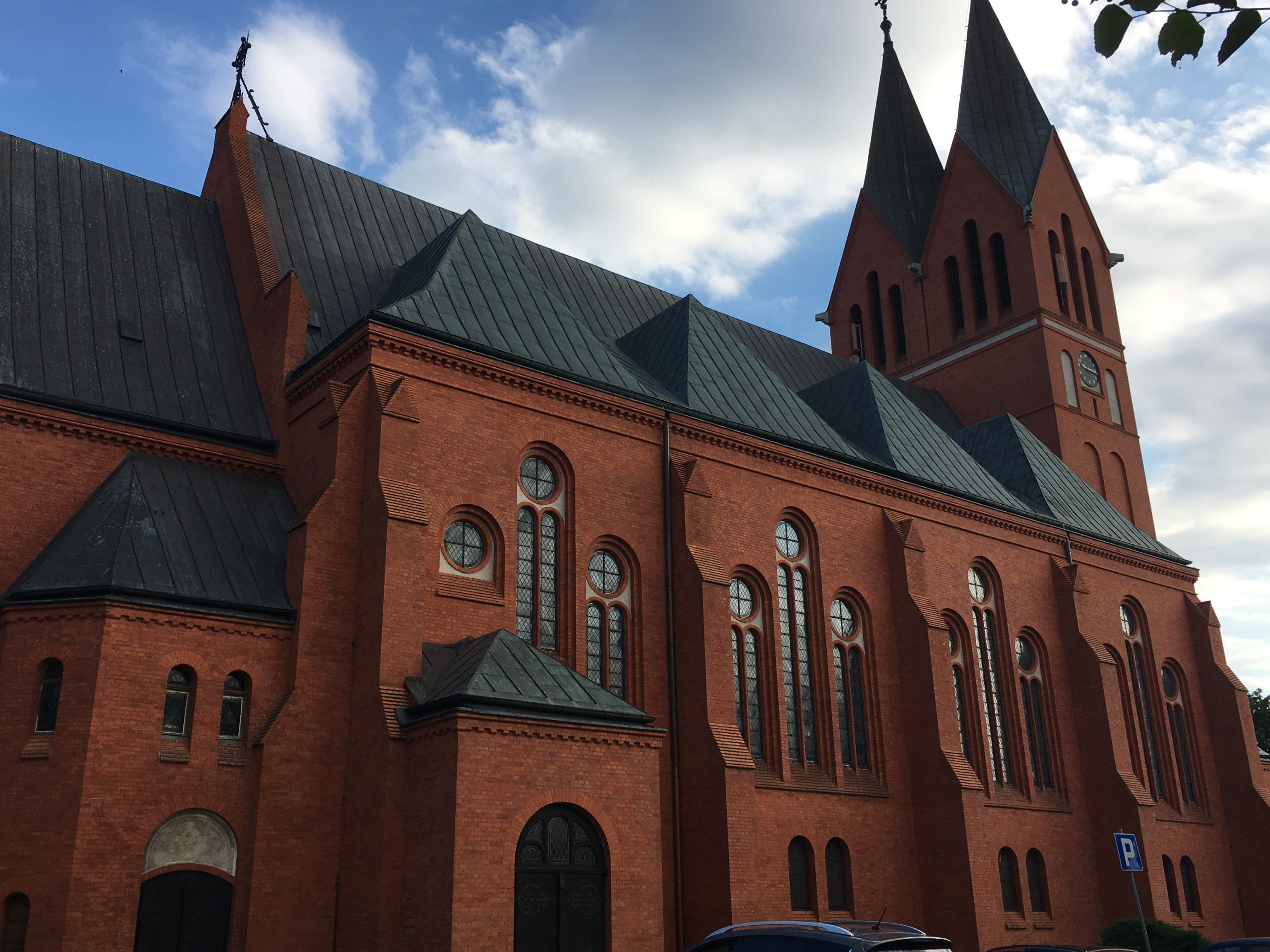
Północna elewacja
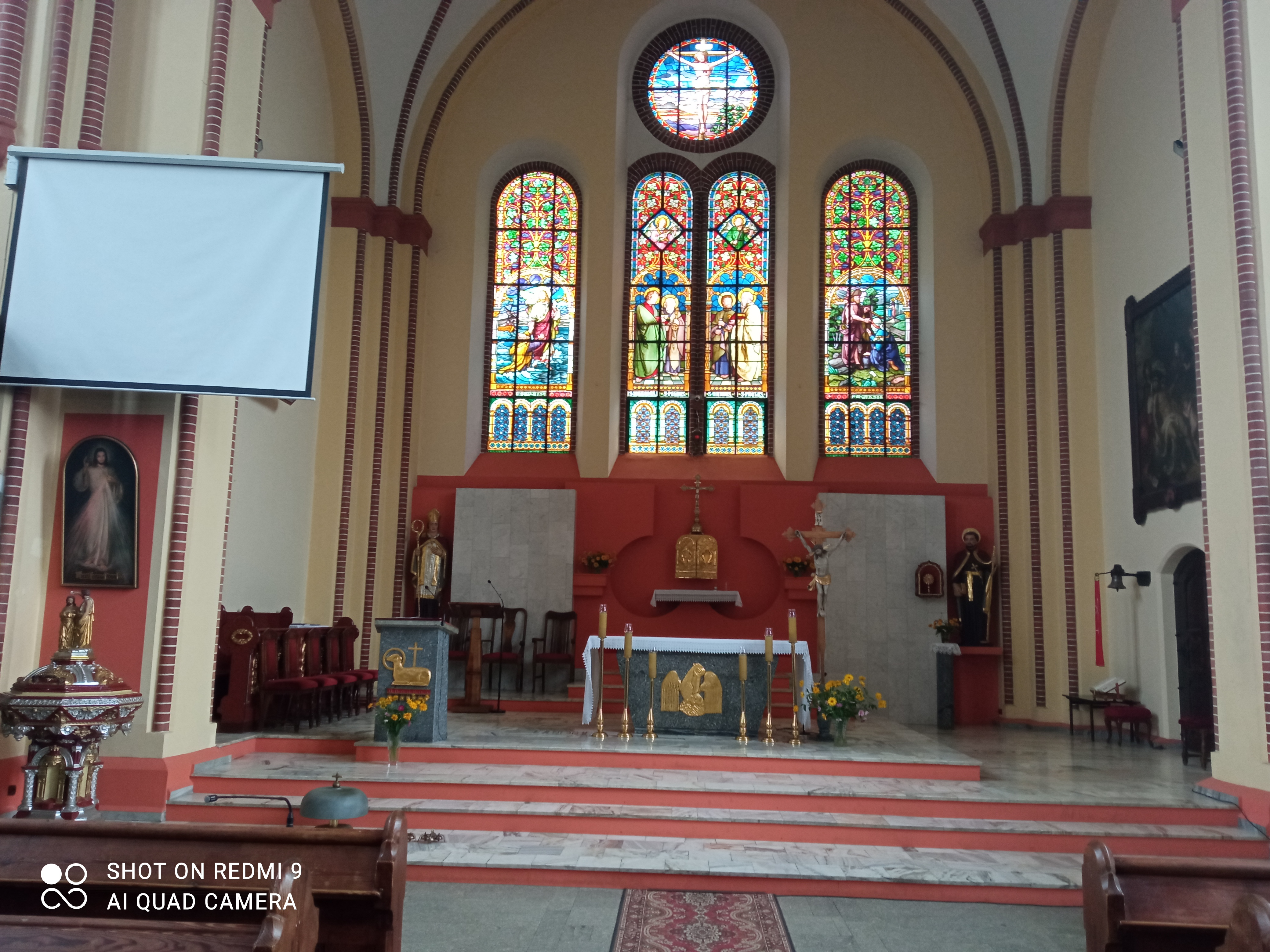
Prezbiterium kościoła
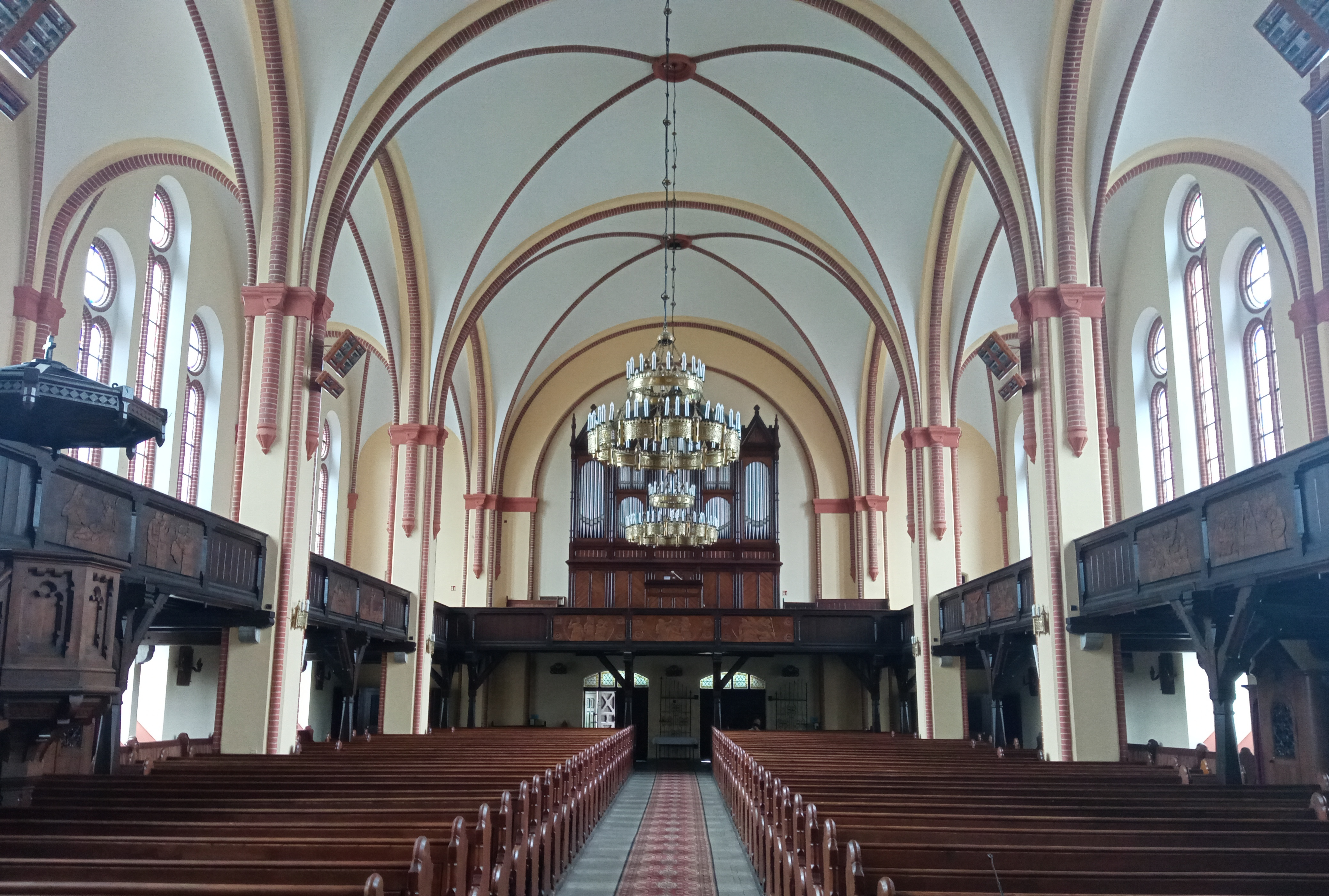
Nawa główna kościoła
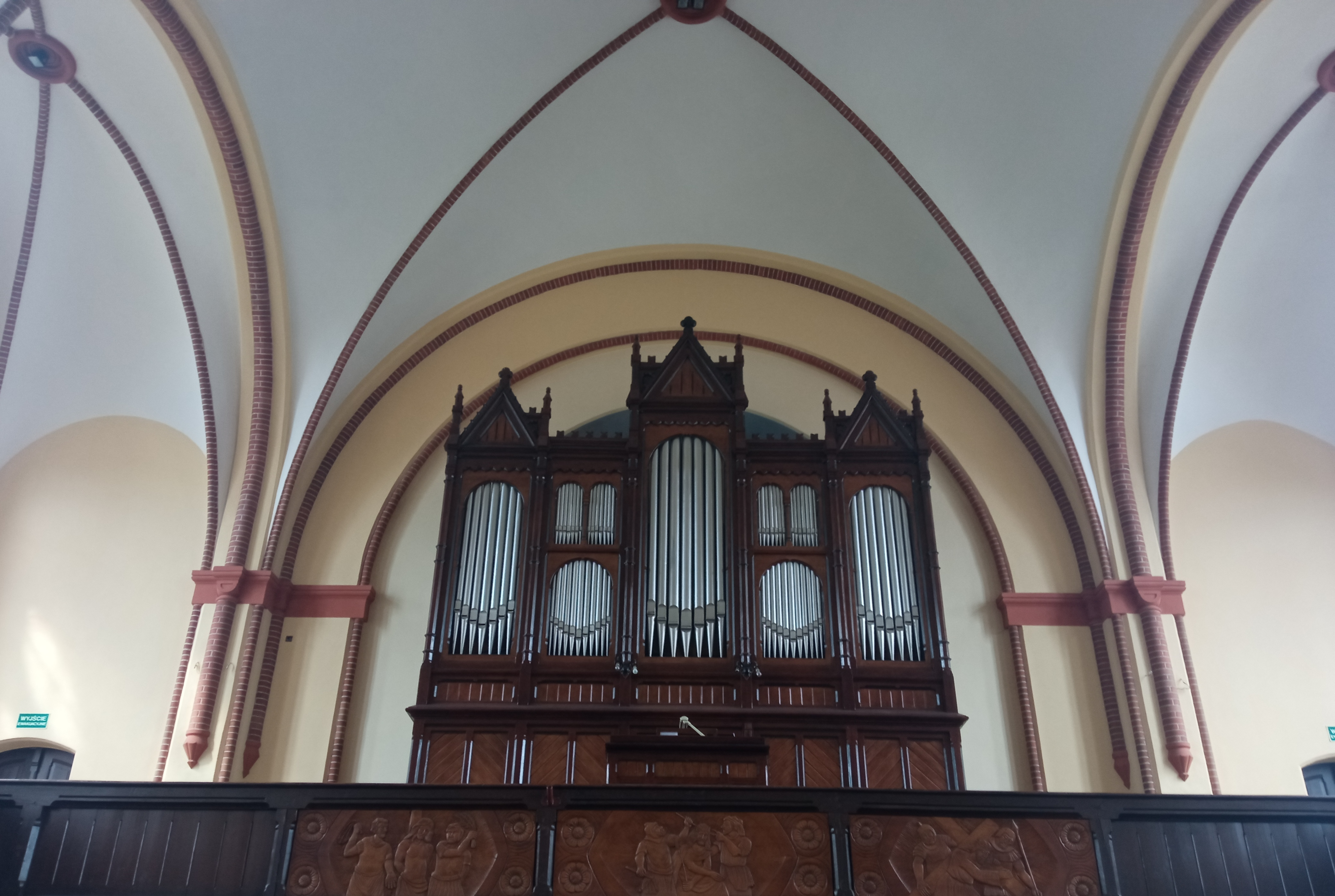
Zabytkowe organy